# Massif de Dora Maira
Le massif de Dora Maira est un massif géologique d'Italie situé dans le Piémont, au sud-ouest de Turin, et faisant partie des Alpes cottiennes dont il constitue la frange orientale en bordure de la plaine du Pô. Plus défini par la géologie que par la topographie, ce massif se distingue par ses roches cristallines et métamorphiques du domaine alpin interne séparées du domaine alpin externe par le front pennique.

## Géographie
Le massif de Dora Maira se trouve dans le Nord-Ouest de l'Italie, dans les Alpes occidentales, au sud-ouest de Turin, bordé par la plaine du Pô à l'est. Faisant partie de l'ensemble géographique des Alpes cottiennes, il est délimité par le front pennique au nord, à l'ouest et au sud qui court dans cette partie des Alpes du versant nord du val de Suse, passe à l'est de la ville éponyme, prend une direction vers le sud, passe au mont Viso et se finit au val Maira au sud. À l'est, les structures géologiques de Dora Maira se prolongent sous les sédiments de la plaine du Pô.

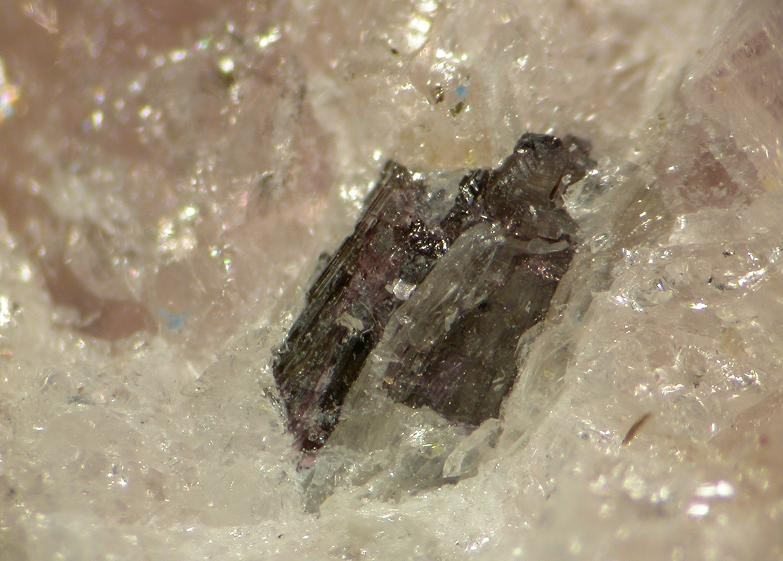
Cristal d'ellenbergerite typique du massif de Dora Maira et qui se forme à de très hautes pressions de plus de 3 GPa (largeur du cliché : 7 mm).